# Гнуплот
Гнуплот је програм командне-линије који генерише два- или три- димензионална плотовања функција, података, и употпуњавања података. Често се користи за публикацију квалитета графике као и у едукацији. Програм се покреће на свим бољим рачунарима и оперативним системима (ГНУ/Линукс, Јуникс, Windows, Мак OS X, и други). То је програм са великом историјом, која датира још из 1986. Упркос свом имену, овај софтвер није дистрибуиран под ГНУ-овом општом јавном лиценцом (ГОЈЛ), али поседује своју лиценцу бесплатног софтвера.

## Карактеристике
Гнуплот може продуковати завршни код директно на екран, или у много различитих формата или графичких фајлова, укључујући преносиву мрежну графику (ПНГ), енкапсулиран пост-скрипт (ЕПС), скалабилну векторску графику (СВГ), JPEG и многих других. Такође је у стању да произведе LaTeX код који се може директно укључити у LaTeX документе, користећи LaTeX-ове фонтове и моћне формуле записивачких способности. Програм се може користити истовремено интерактивно и у гомили модова користећи скрипте.
Програм је добро подржан и документован. Обимна помоћ се може наћи на Интернету.

Језгро кода гнуплота је написано у програмском језику C. Модуларни подсистеми за завршни изглед кода преко Qt-а, wxWdgets-a, i LaTeX/TikZ/ConTeXt су написани у C++ и Луи.
Код приказан испод креира граф надесно.
```
set
 
title
 
"Нека математичка функција"

set
 
xrange
 
[
-10
:
10
]

set
 
yrange
 
[
-2
:
2
]

set
 
zeroaxis

plot
 
(
x
/
4
)
**
2
,
 
sin
(
x
)
,
 
1
/
x

```

- Пример разбацаног дијаграма из текстуалног фајла.
- Логаритамска спирала.

Име овог програма је изабрано да се не подудара са програмом који се зове "новиплот (newplot)", и оригинално је избалансиран између "ламаплота (llamaplot)" и "нплота (nplot)".

## Расподела дистрибуције
Упркос имену гнуплот, он није назван по делу који се односи на ГНУ пројекат, нити користи Гну-ову генералну јавну лиценцу. Именован је договором изворних аутора, мешавином гну (животиња) и новиплот.
Званични изворни код гнуплота је бесплатно редистрибуирати, али измењене верзије нису бесплатне. Гнуплотова лиценца препоручује дистрибуцију печева против званичних верзија, праћене од стране објављеног изворног кода. Бинари се могу дистрибуирати веома дуго са непромењеним изворним кодом и било каквим печом убечним у тај код. Контактне информације морају бити испоручене са измењеним радовима за техничку подршку за измењене софтвере.

Дозвола за модификовање софтвера је одобрена, али није дозвољено да се тај комплетно измењени изворни код дистрибуира. Измене треба да се дистрибуирају као додаци за избачену верзију.
Упркос овом ограничењу, гнуплот је прихваћен и коришћен од стране много ГНУ пакета и широко је обухваћен у Линуксовим дистрибуцијама укључујући и захтевније као што су Дебијан и Федора. Софтвер отвореног кода и Дебијанов бесплатни усмерени софтер посебно омогућавају ограничења расподеле измењеног изворног кода, дајући експлицитну дозволу за расподелу оба печа и изворног кода.
Новији гнуплот модели (као на пример Ку-те (Qt), wxWidgets, и каиро драјвер) су направљени под двоструко-линценцираним условима, нпр. гнуплот + BSD или гнуплот + ГПЛ.

## ГУИ и програми који користе гнуплот
Неколико независних програма имају графички кориснички интерфејс који се може користити за генерисање графикона користећи гнуплот као покретач плотовања. Ово укључује:
- гретл (gretl), статистички пакет за економетрију

- ЈГНУПлот (JGNUPlot), ГУИ базиран на Јави[6]
- Кајали (Kayali)[7] рачунарски алгебарски систем

- икс-ел-длас (xldlas), један стар X11 статистички пакет[8]
- гнуплот-икс-ипсилон-цет (gnuplotxyz), један стар Windows програм[9]
- ве-икс-Пинтер (wxPinter), графички плот менаџер за гнуплот[10]

Максима је на тексту базиран рачунарски алгебарски систем који у себи има неколико независних ГУИ делова.
Остали програми који користе гнуплот:
- ГНУ Октав, математички програмски језик

- статистички, програм базиран на терминалу[11]
- гплот.пл има једноставнију командну линију интерфејса.[12]

## Програмирање и примена интерфејса
Гнуплот се може користити из различитих програмских језика за графичке податке, укључујући Перл (са ЦПАН-a), Пајтон (са Гнуплот-пај и САГЕ), Јулија (са Гастон.јл), Јава (са ЈаваГнуплотХибрид и јгнуплот), Руби (са Руби Гнуплот), Ч (са Ч-гнуплот), Хаскел (са   Хаскел гнуплот) и Smalltalk (Скик и ГНУ Smalltalk).
гнуплот такође подржава пиповање, који је типичан за скрите.

## Алтернативе

### Програмске алтернативе
Pyxplot је бесплатни програм за плотовање који има веома сличну синтаксу покушавајући да побољша гнуплотову обраду података и способност скриптовања.
Апликациони програми се могу линковати уз помоћ графичких библиотека као што су:
- ПЛплот (PLplot)
- Матплотлиб који се користи уз помоћ Пајтона

### Графичке алтернативе
За интерактивно плотовање кроз графички кориснички сервис (ГУИ), доступни су следећи програми отвореног-изворног кода:
- Плоти (Ploty)– квалитет публикације, графичка библиотека базирана на претраживачу за Р, Пајтон, МАТЛАБ, Јулија и Перл; поседује одлике стилизованог ГУИ-a.
- Ку-тиПлот (QtiPlot)– инспирисан власничким програмом
 Ориџин (Origin)

- СкиДејвис (SciDAVis)– рачвање Ку-тиПлота (QtiPlot-a)
- Лабплот (LabPlot) – спојен пројекат са СкајДејвисом (SciDAVis)
- Хипо-дроу (HippoDraw)
- Веусз (Veusz)– ГУИ који подржава Пајтонове додатке
- Граф (Graph) - висок квалитет, лак за коришћење, популаран код студената за плотовање података и функција и стилизовање кривих (само на Windows-у).

https://www.padowman.dk/%5B%5D

## Спољашњи везе
- Званични веб-сајт
- Gnuplot on SourceForge.net
- Visualize your data with gnuplot: an IBM tutorial
- gnuplotting: a blog of gnuplot examples and tips
- spplotters: a blog of gnuplot examples and tips
- gnuplot surprising: a blog of gnuplot examples and tips
- plotshare.com : online interface for gnuplot with sharing functionality
- Gnuplot at DMOZ